# Pterolibethra
Pterolibethra is een geslacht van Phasmatodea uit de familie Diapheromeridae. De wetenschappelijke naam van dit geslacht is voor het eerst geldig gepubliceerd in 1940 door Günther.

## Soorten
Het geslacht Pterolibethra omvat de volgende soorten:
- Pterolibethra heteronemia Günther, 1940
- Pterolibethra laeta Conle, Hennemann & Gutiérrez, 2011
- Pterolibethra poeciloptera (Günther, 1940)